# UFC 100
UFC 100 fue un evento de artes marciales mixtas celebrado por Ultimate Fighting Championship el 11 de julio de 2009 en el Mandalay Bay Events Center en Las Vegas, Nevada.

## Historia
El evento estelar fue una revancha entre el campeón de peso pesado de UFC Brock Lesnar y el campeón interino Frank Mir. 
El evento coestelar contó con la defensa del campeonato wélter entre el campeón Georges St-Pierre contra Thiago Alves. Alves llegó a la pelea después de cosechar victorias sobre tres de los mejores pesos wélter: Josh Koscheck, Matt Hughes y Karo Parisyan. Por su parte, St-Pierre había defendido anteriormente el título contra Jon Fitch y contra el campeón de peso ligero, B.J. Penn.
El evento contó con dos peleas de campeonato y una pelea entre los dos entrenadores de The Ultimate Fighter: United States vs. United Kingdom.
El campeón de peso semipesado de K-1 HERO'S Yoshihiro Akiyama hizo su debut en el UFC contra Alan Belcher.
Este evento fue galardonado con el Evento del Año 2009 por Sherdog.

## Resultados
1. ↑  Por el Campeonato de Peso Pesado de UFC.
2. ↑  Por el Campeonato de peso wélter de UFC.

## Premios extra
Cada peleador recibió un bono de $100,000.
- Pelea de la Noche: Yoshihiro Akiyama vs. Alan Belcher
- KO de la Noche: Dan Henderson
- Sumisión de la Noche: Tom Lawlor